# 吉妮西丝·卡尔莫娜
吉妮西丝·卡尔莫娜（西班牙語：Génesis Carmona，1991年9月20日—2014年2月19日）是一名委内瑞拉卡拉沃沃州的模特。
她最近代表卡拉沃沃州竞选委内瑞拉小姐。她是巴伦西亚中心科技大学的学生。2014年2月18日，她在参与青年节游行活动中，遭到头部中弹；抢救无效于次日去世。